# Луцій Порцій Ліцин
Лу́цій По́рцій Ліцин (лат. Lucius Porcius Licinus; ? — після 181 до н. е.) — політичний, державний та військовий діяч часів Римської республіки, консул 184 року до н. е.

## Життєпис
Походив зі стану вершників та роду Порціїв Ліцинів. Син Луція Порція Ліцина, претора 207 року до н. е. Про молоді роки відомостей замало. 
Брав участь у Другій пунічній війні. Був союзником Марка Порція Катона Старшого у протистоянні з партією Корнеліїв Сципіонів. У 193 році до н. е. став претором, як провінцію отримав Сардинію.
Ліцин користувався підтримкою плебеїв, що сприяло його кар'єрі. У 184 році до н. е. його обрано консулом разом з Публієм Клавдієм Пульхром. Під час своєї каденції рушив разом із колегою проти повсталих лігурів. Також домігся прийняття закону (Lex Porcia) щодо суддів, які не виконують provocatio ad populum. У 181 році до н. е. висвятив храм Венери Ерицинської біля Коллінської брами. Про подальшу долю нічого невідомо.

## Родина
- Луцій Порцій Ліцин, легат 172 року до н. е.